# Anagrelidă
Anagrelida este un medicament utilizat în tratamentul trombocitemiei esențiale. Calea de administrare disponibilă este cea orală.
A fost utilizată în tratamentul leucemiei mieloide cronice (LMC).